# Ernst Klee
Ernst Klee, född 15 mars 1942 i Frankfurt am Main, död 18 maj 2013 i Frankfurt am Main, var en tysk historiker, journalist och författare.
Klee är framför allt känd för sina böcker om Nazitysklands förbrytelser inom det medicinska området.
År 1997 mottog han Geschwister-Scholl-Preis för boken Auschwitz, die NS-Medizin und ihre Opfer.

## Utmärkelser
- 1971: Kurt-Magnus-Preis
- 1981: Fernsehfilmpreis der Deutschen Akademie der Darstellenden Künste
- 1982: Adolf-Grimme-Preis
- 1997: Geschwister-Scholl-Preis
- 2001: Goetheplakette der Stadt Frankfurt am Main
- 2007: Wilhelm-Leuschner-Medaille